# RADARSAT Constellation
RADARSAT Constellation — канадская спутниковая группировка для дистанционного зондирования Земли, призванная продолжить работу, выполняемую своим предшественником, спутником RADARSAT-2, запущенным в 2007 году. Основными пользователями данных, получаемых со спутников, будут Министерство национальной обороны и другие правительственные агентства Канады.
Группировка состоит из трёх идентичных спутников, использующих радар с синтезированной апертурой. Кроме того, на спутниках будет размещено оборудование AIS для мониторинга морского транспорта.
Основные задачи спутниковой группировки:
- наблюдение водных ресурсов;
- предупреждение и помощь в ликвидации чрезвычайных ситуаций;
- мониторинг экосистемы.

Изначальные работы над созданием спутников начались в 2005 году, в 2006 году канадская корпорация MDA (MacDonald, Dettwiler and Associates) была выбрана для создания концептуального дизайна спутников. В январе 2013 года был подписан контракт между Канадским космическим агентством и MDA на сумму 706 млн канадских долларов (692 млн долларов США) для разработки и создания трёх спутников. До этого, компания уже получила 269 млн канадских долларов за проведение предварительных работ.
В июле 2013 года стало известно, что все 3 спутника будут запущены в рамках одного запуска ракеты-носителя Falcon 9 компании SpaceX.
Размер спутников составляет 3,6 × 1,1 × 1,7 м, масса каждого спутника — 1430 кг. Ширина основной антенны — 6,98 м. Ожидаемый срок службы — не менее 7 лет. Спутники будут располагаться в одной орбитальной плоскости, на орбите высотой около 600 км, с наклонением 97,7° и периодом обращения около 96 минут.
Запуск спутников произведен 12 июня 2019 года в 14:17 UTC со стартового комплекса SLC-4E на базе Ванденберг.